# Pseudoclanis axis
Pseudoclanis axis là một loài bướm đêm thuộc họ Sphingidae. Nó được tìm thấy ở Cameroon.